# Корчма Колу
Корчма Колу (эст. Kolu kõrts) — эстонская корчма из деревни Колу, приход Козе, уезда Харьюмаа, построенная в 1840-х годах у дороги Таллин-Тарту и перевезенная в 1968 году в Эстонский музей под открытым небом. Представляет собой здание корчмы XIX века типичной планировки, включающее главный (обеденный) зал, господскую комнату, комнату с прилавком, жилую комнату, кухню, сени, кладовые комнаты и обширную конюшню.
В настоящее время является экспонатом музея под открытым небом. В корчме также действует кафе национальной кухни. Помещение конюшни было оборудовано под банкетный зал вместимостью до 200 человек, который сдается в аренду для проведения семинаров, банкетов и праздничных мероприятий.
В целях обеспечения кухонного комплекса кафе в 2001 к корчме сзади был пристроен дом посадского типа.